# Fresno (ort i Colombia, Tolima, lat 5,15, long -75,04)
Fresno är en ort i Colombia.   Den ligger i departementet Tolima, i den centrala delen av landet, 120 km nordväst om huvudstaden Bogotá. Fresno ligger 1 467 meter över havet och antalet invånare är 17 668.
Terrängen runt Fresno är huvudsakligen kuperad, men åt sydväst är den bergig. Terrängen runt Fresno sluttar österut. Runt Fresno är det ganska tätbefolkat, med 111 invånare per kvadratkilometer. Närmaste större samhälle är Mariquita, 16,7 km öster om Fresno. Omgivningarna runt Fresno är en mosaik av jordbruksmark och naturlig växtlighet.